# Western States Endurance Run

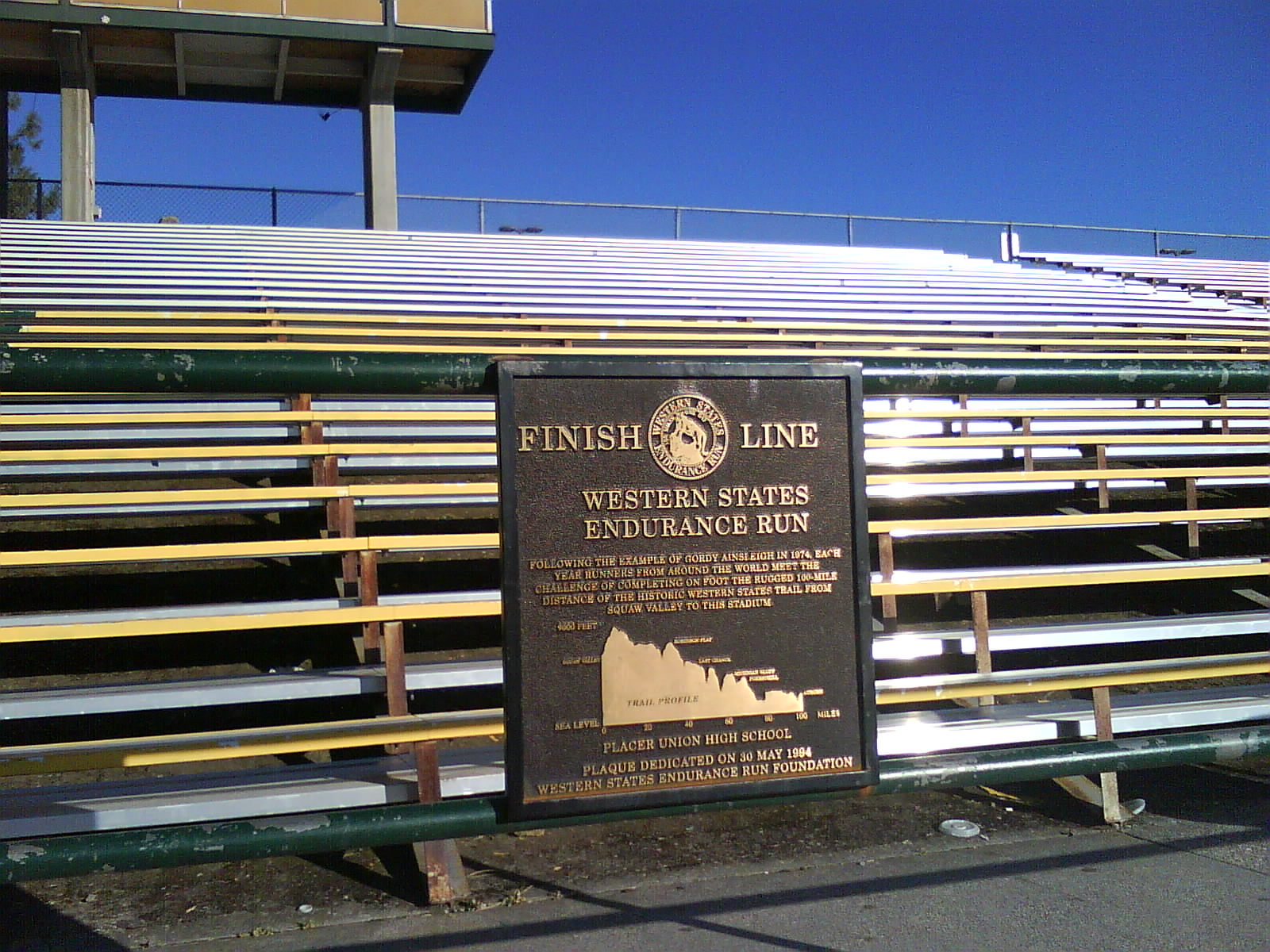
La cursa acaba a la Placer High School

La Western States Endurance Run, o més breument Western States 100, o també WS100, és una competició esportiva d'ultramarató que es duu a terme entre les muntanyes de la Sierra Nevada de Califòrnia sobre la distància de 100 milles (al voltant 161 km). És una de les competicions més antigues d'ultramarató, considerada també una de les més prestigioses.